# Goldene Palme

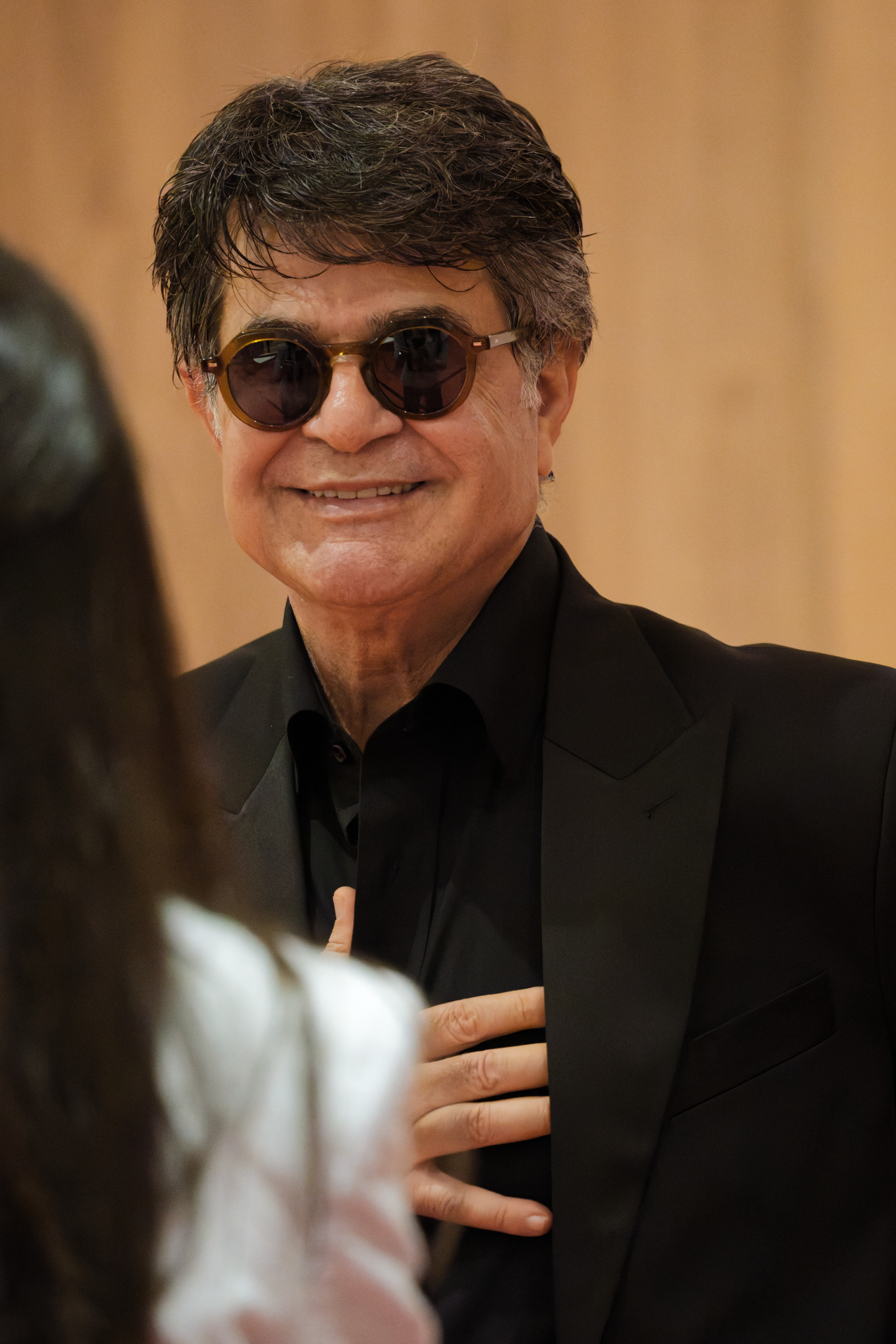
Jafar Panahi, Gewinner der Goldenen Palme 2025 für It Was Just an Accident kurz nach der Preisverleihung in Cannes

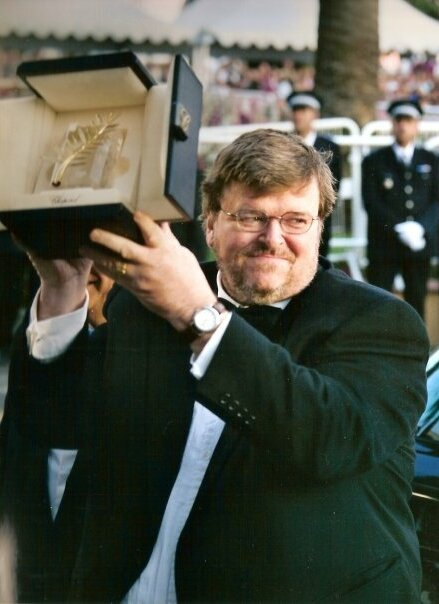
Der US-amerikanische Filmemacher Michael Moore mit der Preistrophäe 2004 für Fahrenheit 9/11

Mit der Goldenen Palme (französisch Palme d’or) wird bei den jährlich veranstalteten Filmfestspielen von Cannes der beste Langfilm im offiziellen Wettbewerb prämiert. Sie gilt als wichtigste Auszeichnung des Festivals, noch vor dem Großen Preis der Jury. Das Motiv wurde, wie es auch beim Goldenen Löwen der Filmfestspiele von Venedig oder dem Goldenen Bären der Berlinale auf die jeweilige Stadt bezogen der Fall ist, aus dem Stadtwappen von Cannes entnommen. Über die Preisvergabe stimmt eine Wettbewerbsjury ab, die sich meist aus internationalen Filmschaffenden zusammensetzt. Seit 2011 wird eine weitere Goldene Palme als Ehrenpreis für das Lebenswerk eines Filmschaffenden vergeben.

## Bezeichnung und Preistrophäe
Die Bezeichnung Goldene Palme existiert seit 1955, davor war der Filmpreis unter dem Namen „Großer Preis der Internationalen Filmfestspiele“ (Grand Prix du Festival International du Film oder kurz Grand Prix) bekannt. Bis 1954 erhielten die Gewinner Preistrophäen, die von bekannten zeitgenössischen Künstlern entworfen wurden. Erst Ende des Jahres 1954 lud das Organisationskomitee auf Initiative von Robert Favre Le Bret mehrere Juweliere ein, um einen an das Palmen-Motiv angelehnten Siegespreis zu kreieren. Es setzte sich der Entwurf der bekannten französischen Designerin Lucienne Lazon durch, der Pate für eine Trophäe stand, die man erstmals bei der achten Auflage des Filmfestivals im Jahr 1955 an den US-Amerikaner Delbert Mann (Marty) verlieh.

Vorlage für die bekannte Preistrophäe, das Wappen der Stadt Cannes
Logo des Filmfestivals von Cannes

Die Trophäe wurde in der Geschichte der Filmfestspiele mehrfach umgestaltet und stets am Kunstgeschmack der Zeit orientiert, während von 1964 bis 1974 aus rechtlichen Gründen der Grand Prix wieder eingeführt wurde. Eine größere Neugestaltung erfuhr der Preis im Jahr 1997 zum 50. Geburtstag des Filmfestivals auf Anregung von Caroline Gruosi-Schäufele aus dem Hause Chopard, offizieller Partner der Filmfestspiele. In Filigranarbeit gestaltete die Designerin den neunzehnblättrigen Palmwedel aus 24-karätigem Gold und setzte diesen auf einen schlichten, von Hand zu einem Rechteck geschliffenen Solitär aus Bergkristall. Seit 1998 wird die Goldene Palme in den Schweizer Chopard-Werkstätten in Meyrin per Hand gefertigt. Insgesamt benötigen sieben Goldschmiede und Juweliere ca. 40 Arbeitsstunden um die Preistrophäe herzustellen. Der Materialwert der Goldenen Palme, die in einer Schatulle aus blauem Marokkoleder enthalten ist, wurde 2007 auf 25.000 Euro geschätzt. Für die 70. Auflage der Filmfestspiele im Jahr 2017 wurde die Trophäe mit 167 kleinen Diamanten besetzt, die sich „wie Sternenstaub“ über das goldene Palmblatt legten. Zum 75. Jubiläum im Jahr 2022 erfuhr die Goldene Palme eine weitere temporäre Neugestaltung – eines der Blätter wurde mit 75 Diamanten, ein zweites mit 25 Diamanten besetzt (letztgenannte Zahl stand für die 25-jährige Partnerschaft des Festivals mit Chopard). Auch wurde die mittlerweile aus 18-karätigem Fairmined zertifizierten Gelbgold gefertigte Palme auf einen Sockel aus Rosenquarz platziert und nicht auf dem traditionellen Bergkristall.

## Preisträger

### Bester Film
Am häufigsten mit dem Hauptpreis in Cannes ausgezeichnet wurden die Werke US-amerikanischer Filmregisseure (21 Siege), gefolgt von ihren Kollegen aus Frankreich (14), Italien (12) sowie Großbritannien (10). Je zweimal triumphieren konnten der Schwede Alf Sjöberg (1946 und 1951), der US-Amerikaner Francis Ford Coppola (1974 und 1979), der Däne Bille August (1988 und 1992), der bosnisch-serbische Filmemacher Emir Kusturica (1985 und 1995), der Japaner Shōhei Imamura (1983 und 1997), das belgische Brüderpaar Jean-Pierre und Luc Dardenne (1999 und 2005), der Österreicher Michael Haneke (2009 und 2012), der Brite Ken Loach (2006 und 2016) und der Schwede Ruben Östlund (2017 und 2022). Zudem konnte sich die Wettbewerbsjury in der Vergangenheit mehrfach nicht auf einen Siegerfilm einigen, so beispielsweise 1993, als sich der Chinese Chen Kaige (Lebewohl, meine Konkubine) die Goldene Palme mit Jane Campion (Das Piano) teilte. Die Neuseeländerin gehört gemeinsam mit der Dänin Bodil Ipsen (1946 als Koregisseurin von Rote Wiesen mit dem Grand Prix geehrt) und den Französinnen Julia Ducournau (2021 für Titane ausgezeichnet) und Justine Triet (Preisträgerin 2023 für Anatomie eines Falls) zu den einzigen Filmregisseurinnen, die in Cannes den Hauptpreis erringen konnten.

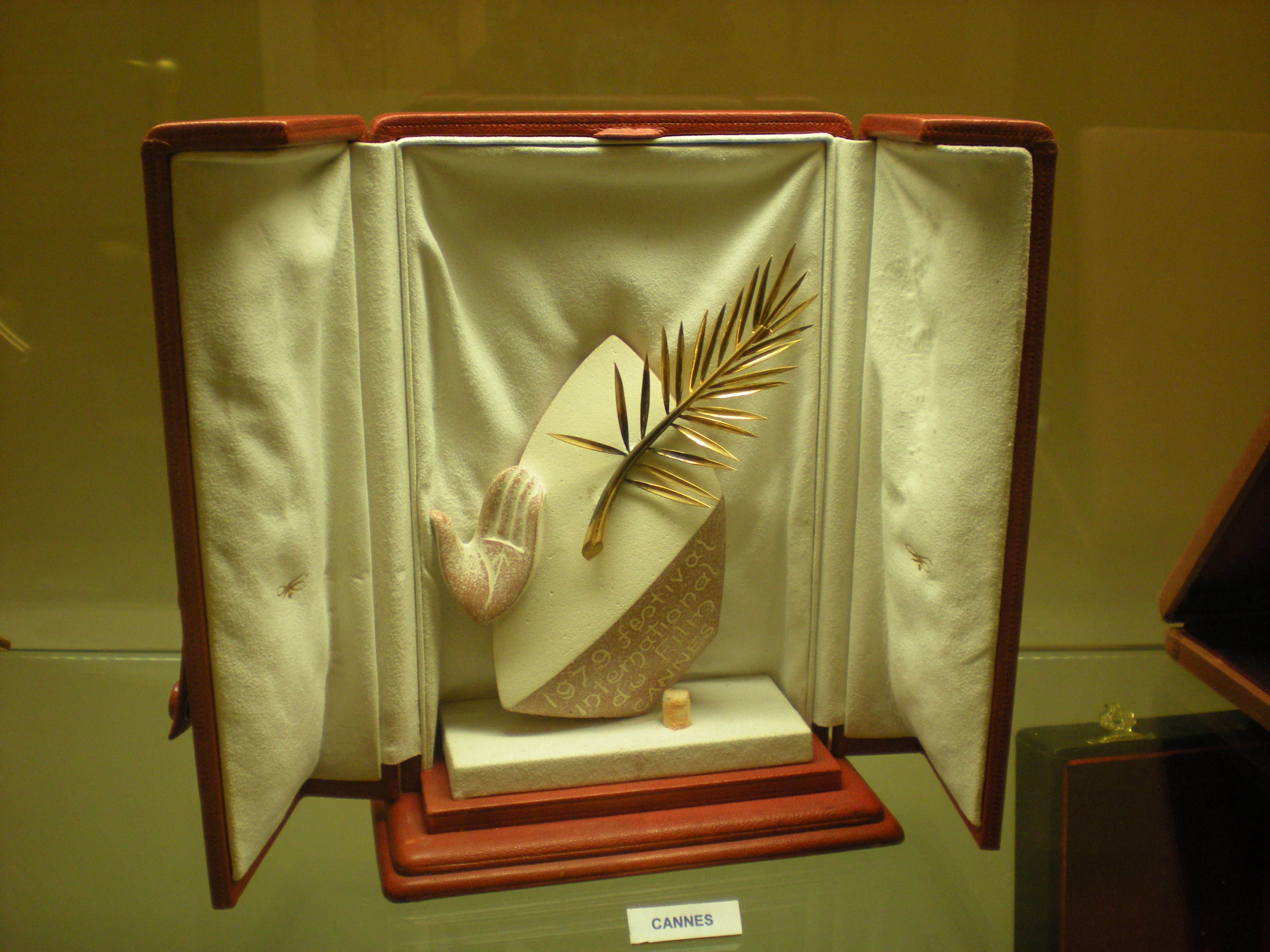
Siegestrophäe von 1979

Ein Regisseur aus dem deutschsprachigen Kino war erstmals 1946 erfolgreich, als Die letzte Chance des Schweizers Leopold Lindtberg gemeinsam mit zehn weiteren Produktionen prämiert wurde. Ihm folgten 1979 und 1984 die Deutschen Volker Schlöndorff (Die Blechtrommel) und Wim Wenders (Paris, Texas), während 2009 und 2012 der Österreicher Michael Haneke (Das weiße Band – Eine deutsche Kindergeschichte und Liebe) triumphierte. 1956 und 2004 konnten sich mit Jacques-Yves Cousteaus und
Louis Malles Die schweigende Welt beziehungsweise Michael Moores Fahrenheit 9/11 Dokumentarfilme durchsetzen.
In der Vergangenheit hatte die Jury die Möglichkeit, den Hauptpreis mit weiteren Auszeichnungen zu kombinieren. Dies geschah zuletzt im Jahr 2000, als Dancer in the Dark neben der Goldenen Palme auch den Darstellerpreis für die isländische Künstlerin Björk zugesprochen bekam. Mittlerweile untersagt das Reglement, dass der Hauptpreis (ebenso wie der Große Preis der Jury und der Regiepreis) mit weiteren Auszeichnungen kumuliert werden kann. Dieser Umstand wurde wiederholt kritisiert, zuletzt im Jahr 2012, als der Jurypräsident Nanni Moretti in der abschließenden Pressekonferenz zugab, dass er dem Gewinnerfilm Liebe von Michael Haneke ohne Reglement auch den Darsteller- und Drehbuchpreis zuerkannt hätte. Ein Jahr später setzte sich die Wettbewerbsjury unter der Leitung von Steven Spielberg über das Reglement hinweg und vergab die Goldene Palme an Blau ist eine warme Farbe von Abdellatif Kechiche sowie an die beiden Hauptdarstellerinnen des Films, Léa Seydoux und Adèle Exarchopoulos.
| Jahr                                                     | Originaltitel                                                                      | Deutscher Titel                                                   | Regie                                                             |                                                          |
| Grand Prix du Festival International du Film (1946–1954) | Grand Prix du Festival International du Film (1946–1954)                           | Grand Prix du Festival International du Film (1946–1954)          | Grand Prix du Festival International du Film (1946–1954)          | Grand Prix du Festival International du Film (1946–1954) |
| -------------------------------------------------------- | ---------------------------------------------------------------------------------- | ----------------------------------------------------------------- | ----------------------------------------------------------------- | -------------------------------------------------------- |
| 1946                                                     | Brief Encounter                                                                    | Begegnung                                                         | David Lean                                                        |                                                          |
| 1946                                                     | Iris och löjtnantshjärta                                                           | k. A.                                                             | Alf Sjöberg                                                       |                                                          |
| 1946                                                     | Die letzte Chance                                                                  | Die letzte Chance                                                 | Leopold Lindtberg                                                 |                                                          |
| 1946                                                     | The Lost Weekend                                                                   | Das verlorene Wochenende                                          | Billy Wilder                                                      |                                                          |
| 1946                                                     | María Candelaria                                                                   | Maria Candelaria                                                  | Emilio Fernández                                                  |                                                          |
| 1946                                                     | Muži bez křídel                                                                    | k. A.                                                             | František Čáp                                                     |                                                          |
| 1946                                                     | नीचा नगर (Neecha Nagar)                                                              | k. A.                                                             | Chetan Anand                                                      |                                                          |
| 1946                                                     | Roma, città aperta                                                                 | Rom, offene Stadt                                                 | Roberto Rossellini                                                |                                                          |
| 1946                                                     | De røde enge                                                                       | Rote Wiesen                                                       | Bodil Ipsen                                                       |                                                          |
| 1946                                                     | De røde enge                                                                       | Rote Wiesen                                                       | Lau Lauritzen                                                     |                                                          |
| 1946                                                     | La symphonie pastorale                                                             | Und es ward Licht                                                 | Jean Delannoy                                                     |                                                          |
| 1946                                                     | Великий перелом (Weliki perelom)                                                   | Die große Wende                                                   | Friedrich Ermler                                                  |                                                          |
| 1947                                                     | Antoine et Antoinette („Preis für den besten psychologischen Film und Liebesfilm“) | Zwei in Paris                                                     | Jacques Becker                                                    |                                                          |
| 1947                                                     | Crossfire („Bester Sozialfilm“)                                                    | Im Kreuzfeuer                                                     | Edward Dmytryk                                                    |                                                          |
| 1947                                                     | Dumbo („Bester Trickfilm“)                                                         | Dumbo                                                             | Ben Sharpsteen                                                    |                                                          |
| 1947                                                     | Les maudits („Bester Abenteuer- und Kriminalfilm“)                                 | Das Boot der Verdammten                                           | René Clément                                                      |                                                          |
| 1947                                                     | Ziegfeld Follies („Beste Musical-Komödie“)                                         | Broadway Melodie 1950                                             | Vincente Minnelli                                                 |                                                          |
| 1948                                                     | Filmfestspiele nicht veranstaltet                                                  | Filmfestspiele nicht veranstaltet                                 | Filmfestspiele nicht veranstaltet                                 |                                                          |
| 1949                                                     | The Third Man                                                                      | Der dritte Mann                                                   | Carol Reed                                                        |                                                          |
| 1950                                                     | Filmfestspiele nicht veranstaltet                                                  | Filmfestspiele nicht veranstaltet                                 | Filmfestspiele nicht veranstaltet                                 |                                                          |
| 1951                                                     | Fröken Julie                                                                       | Fräulein Julie                                                    | Alf Sjöberg                                                       |                                                          |
| 1951                                                     | Miracolo a Milano                                                                  | Das Wunder von Mailand                                            | Vittorio De Sica                                                  |                                                          |
| 1952                                                     | Due soldi di speranza                                                              | Für zwei Groschen Hoffnung                                        | Renato Castellani                                                 |                                                          |
| 1952                                                     | The Tragedy of Othello: The Moor of Venice                                         | Orson Welles’ Othello                                             | Orson Welles                                                      |                                                          |
| 1953                                                     | Le salaire de la peur                                                              | Lohn der Angst                                                    | Henri-Georges Clouzot                                             |                                                          |
| 1954                                                     | 地獄門 (Jigokumon)                                                                 | Das Höllentor                                                     | Teinosuke Kinugasa                                                |                                                          |
| Goldene Palme (1955–1963)                                |                                                                                    |                                                                   |                                                                   |                                                          |
| 1955                                                     | Marty                                                                              | Marty                                                             | Delbert Mann                                                      |                                                          |
| 1956                                                     | Le monde du silence                                                                | Die schweigende Welt                                              | Jacques-Yves Cousteau                                             |                                                          |
| 1956                                                     | Le monde du silence                                                                | Die schweigende Welt                                              | Louis Malle                                                       |                                                          |
| 1957                                                     | Friendly Persuasion                                                                | Lockende Versuchung                                               | William Wyler                                                     |                                                          |
| 1958                                                     | Летят журавли (Letjat schurawli)                                                   | Die Kraniche ziehen                                               | Michail Kalatosow                                                 |                                                          |
| 1959                                                     | Orfeu Negro                                                                        | Orfeu Negro                                                       | Marcel Camus                                                      |                                                          |
| 1960                                                     | La dolce vita                                                                      | Das süße Leben                                                    | Federico Fellini                                                  |                                                          |
| 1961                                                     | Une aussi longue absence                                                           | Noch nach Jahr und Tag                                            | Henri Colpi                                                       |                                                          |
| 1961                                                     | Viridiana                                                                          | Viridiana                                                         | Luis Buñuel                                                       |                                                          |
| 1962                                                     | O Pagador de Promessas                                                             | Fünfzig Stufen zur Gerechtigkeit                                  | Anselmo Duarte                                                    |                                                          |
| 1963                                                     | Il gattopardo                                                                      | Der Leopard                                                       | Luchino Visconti                                                  |                                                          |
| Grand Prix (1964–1974)                                   |                                                                                    |                                                                   |                                                                   |                                                          |
| 1964                                                     | Les parapluies de Cherbourg                                                        | Die Regenschirme von Cherbourg                                    | Jacques Demy                                                      |                                                          |
| 1965                                                     | The Knack …and How to Get It                                                       | Der gewisse Kniff                                                 | Richard Lester                                                    |                                                          |
| 1966                                                     | Un homme et une femme                                                              | Ein Mann und eine Frau                                            | Claude Lelouch                                                    |                                                          |
| 1966                                                     | Signore & signori                                                                  | Aber, aber, meine Herren…                                         | Pietro Germi                                                      |                                                          |
| 1967                                                     | Blowup                                                                             | Blow Up                                                           | Michelangelo Antonioni                                            |                                                          |
| 1968                                                     | Filmfestspiele aufgrund der Mai-Unruhen abgebrochen.                               | Filmfestspiele aufgrund der Mai-Unruhen abgebrochen.              | Filmfestspiele aufgrund der Mai-Unruhen abgebrochen.              |                                                          |
| 1969                                                     | If….                                                                               | If …                                                              | Lindsay Anderson                                                  |                                                          |
| 1970                                                     | MASH                                                                               | MASH                                                              | Robert Altman                                                     |                                                          |
| 1971                                                     | The Go-Between                                                                     | Der Mittler                                                       | Joseph Losey                                                      |                                                          |
| 1972                                                     | Il caso Mattei                                                                     | Der Fall Mattei                                                   | Francesco Rosi                                                    |                                                          |
| 1972                                                     | La classe operaia va in paradiso                                                   | Der Weg der Arbeiterklasse ins Paradies                           | Elio Petri                                                        |                                                          |
| 1973                                                     | The Hireling                                                                       | Botschaft für Lady Franklin                                       | Alan Bridges                                                      |                                                          |
| 1973                                                     | Scarecrow                                                                          | Asphalt-Blüten                                                    | Jerry Schatzberg                                                  |                                                          |
| 1974                                                     | The Conversation                                                                   | Der Dialog                                                        | Francis Ford Coppola                                              |                                                          |
| Goldene Palme (seit 1975)                                |                                                                                    |                                                                   |                                                                   |                                                          |
| 1975                                                     | Chronique des années de braise                                                     | Chronik der Jahre der Glut                                        | Mohamed Lakhdar-Hamina                                            |                                                          |
| 1976                                                     | Taxi Driver                                                                        | Taxi Driver                                                       | Martin Scorsese                                                   |                                                          |
| 1977                                                     | Padre padrone                                                                      | Padre Padrone – Mein Vater, mein Herr                             | Paolo Taviani                                                     |                                                          |
| 1977                                                     | Padre padrone                                                                      | Padre Padrone – Mein Vater, mein Herr                             | Vittorio Taviani                                                  |                                                          |
| 1978                                                     | L’albero degli zoccoli                                                             | Der Holzschuhbaum                                                 | Ermanno Olmi                                                      |                                                          |
| 1979                                                     | Apocalypse Now                                                                     | Apocalypse Now                                                    | Francis Ford Coppola                                              |                                                          |
| 1979                                                     | Die Blechtrommel                                                                   | Die Blechtrommel                                                  | Volker Schlöndorff                                                |                                                          |
| 1980                                                     | All That Jazz                                                                      | Hinter dem Rampenlicht                                            | Bob Fosse                                                         |                                                          |
| 1980                                                     | 影武者 (Kagemusha)                                                                 | Kagemusha – Der Schatten des Kriegers                             | Akira Kurosawa                                                    |                                                          |
| 1981                                                     | Człowiek z żelaza                                                                  | Der Mann aus Eisen                                                | Andrzej Wajda                                                     |                                                          |
| 1982                                                     | Missing                                                                            | Vermißt                                                           | Constantin Costa-Gavras                                           |                                                          |
| 1982                                                     | Yol                                                                                | Yol – Der Weg                                                     | Şerif Gören                                                       |                                                          |
| 1982                                                     | Yol                                                                                | Yol – Der Weg                                                     | Yılmaz Güney                                                      |                                                          |
| 1983                                                     | 楢山節考 (Narayama bushiko)                                                        | Die Ballade von Narayama                                          | Shōhei Imamura                                                    |                                                          |
| 1984                                                     | Paris, Texas                                                                       | Paris, Texas                                                      | Wim Wenders                                                       |                                                          |
| 1985                                                     | Otac na službenom putu                                                             | Papa ist auf Dienstreise                                          | Emir Kusturica                                                    |                                                          |
| 1986                                                     | The Mission                                                                        | Mission                                                           | Roland Joffé                                                      |                                                          |
| 1987                                                     | Sous le soleil de Satan                                                            | Die Sonne Satans                                                  | Maurice Pialat                                                    |                                                          |
| 1988                                                     | Pelle erobreren                                                                    | Pelle, der Eroberer                                               | Bille August                                                      |                                                          |
| 1989                                                     | Sex, Lies, and Videotape                                                           | Sex, Lügen und Video                                              | Steven Soderbergh                                                 |                                                          |
| 1990                                                     | Wild at Heart                                                                      | Wild at Heart – Die Geschichte von Sailor und Lula                | David Lynch                                                       |                                                          |
| 1991                                                     | Barton Fink                                                                        | Barton Fink                                                       | Joel Coen                                                         |                                                          |
| 1992                                                     | Den goda viljan                                                                    | Die besten Absichten                                              | Bille August                                                      |                                                          |
| 1993                                                     | 霸王別姬 (Bàwáng Bié Jī)                                                           | Lebewohl, meine Konkubine                                         | Chen Kaige                                                        |                                                          |
| 1993                                                     | The Piano                                                                          | Das Piano                                                         | Jane Campion                                                      |                                                          |
| 1994                                                     | Pulp Fiction                                                                       | Pulp Fiction                                                      | Quentin Tarantino                                                 |                                                          |
| 1995                                                     | Подземље (Podzemlje)                                                               | Underground                                                       | Emir Kusturica                                                    |                                                          |
| 1996                                                     | Secrets & Lies                                                                     | Lügen und Geheimnisse                                             | Mike Leigh                                                        |                                                          |
| 1997                                                     | طعم گيلاس (Ta’m-e gilass)                                                          | Der Geschmack der Kirsche                                         | Abbas Kiarostami                                                  |                                                          |
| 1997                                                     | うなぎ (Unagi)                                                                     | Der Aal                                                           | Shōhei Imamura                                                    |                                                          |
| 1998                                                     | Μια αιωνιότητα και μια μέρα (Mia aioniotita kai mia mera)                          | Die Ewigkeit und ein Tag                                          | Theo Angelopoulos                                                 |                                                          |
| 1999                                                     | Rosetta                                                                            | Rosetta                                                           | Jean-Pierre Dardenne Luc Dardenne                                 |                                                          |
| 2000                                                     | Dancer in the Dark                                                                 | Dancer in the Dark                                                | Lars von Trier                                                    |                                                          |
| 2001                                                     | La stanza del figlio                                                               | Das Zimmer meines Sohnes                                          | Nanni Moretti                                                     |                                                          |
| 2002                                                     | The Pianist                                                                        | Der Pianist                                                       | Roman Polański                                                    |                                                          |
| 2003                                                     | Elephant                                                                           | Elephant                                                          | Gus Van Sant                                                      |                                                          |
| 2004                                                     | Fahrenheit 9/11                                                                    | Fahrenheit 9/11                                                   | Michael Moore                                                     |                                                          |
| 2005                                                     | L’enfant                                                                           | Das Kind                                                          | Jean-Pierre Dardenne Luc Dardenne                                 |                                                          |
| 2006                                                     | The Wind That Shakes the Barley                                                    | The Wind That Shakes the Barley                                   | Ken Loach                                                         |                                                          |
| 2007                                                     | 4 luni, 3 săptămâni și 2 zile                                                      | 4 Monate, 3 Wochen und 2 Tage                                     | Cristian Mungiu                                                   |                                                          |
| 2008                                                     | Entre les murs                                                                     | Die Klasse                                                        | Laurent Cantet                                                    |                                                          |
| 2009                                                     | Das weiße Band – Eine deutsche Kindergeschichte                                    | Das weiße Band – Eine deutsche Kindergeschichte                   | Michael Haneke                                                    |                                                          |
| 2010                                                     | ลุงบุญมีระลึกชาติ (Lung Boonmee raluek chat)                                            | Uncle Boonmee erinnert sich an seine früheren Leben               | Apichatpong Weerasethakul                                         |                                                          |
| 2011                                                     | The Tree of Life                                                                   | The Tree of Life                                                  | Terrence Malick                                                   |                                                          |
| 2012                                                     | Amour                                                                              | Liebe                                                             | Michael Haneke                                                    |                                                          |
| 2013 1                                                   | La vie d’Adèle – Chapitre 1 & 2                                                    | Blau ist eine warme Farbe                                         | Abdellatif Kechiche                                               |                                                          |
| 2014                                                     | Kış Uykusu                                                                         | Winterschlaf                                                      | Nuri Bilge Ceylan                                                 |                                                          |
| 2015                                                     | Dheepan                                                                            | Dämonen und Wunder                                                | Jacques Audiard                                                   |                                                          |
| 2016                                                     | I, Daniel Blake                                                                    | Ich, Daniel Blake                                                 | Ken Loach                                                         |                                                          |
| 2017                                                     | The Square                                                                         | The Square                                                        | Ruben Östlund                                                     |                                                          |
| 2018                                                     | 万引き家族 (Manbiki kazoku)                                                        | Shoplifters – Familienbande                                       | Hirokazu Koreeda                                                  |                                                          |
| 2019                                                     | 기생충 (Gisaengchung)                                                              | Parasite                                                          | Bong Joon-ho                                                      |                                                          |
| 2020                                                     | Filmfestspiele aufgrund der COVID-19-Pandemie nicht veranstaltet.                  | Filmfestspiele aufgrund der COVID-19-Pandemie nicht veranstaltet. | Filmfestspiele aufgrund der COVID-19-Pandemie nicht veranstaltet. |                                                          |
| 2021                                                     | Titane                                                                             | Titane                                                            | Julia Ducournau                                                   |                                                          |
| 2022                                                     | Triangle of Sadness                                                                | Triangle of Sadness                                               | Ruben Östlund                                                     |                                                          |
| 2023                                                     | Anatomie d’une chute                                                               | Anatomie eines Falls                                              | Justine Triet                                                     |                                                          |
| 2024                                                     | Anora                                                                              | Anora                                                             | Sean Baker                                                        |                                                          |
| 2025                                                     | It Was Just an Accident                                                            | k. A.                                                             | Jafar Panahi                                                      |                                                          |

Preisträger des Jahres 1939
Während der 55. Filmfestspiele im Jahr 2002 fand eine Retrospektive statt, die sich zwölf Spielfilmen widmete, die bei der ursprünglich geplanten ersten Auflage des Festivals im Jahr 1939 hätten gezeigt werden sollen, darunter die folgenden sieben im Wettbewerb:
| Jahr | Preisträger                           | Deutscher Titel            | Regie            |
| ---- | ------------------------------------- | -------------------------- | ---------------- |
| 1939 | Boefje                                | k. A.                      | Douglas Sirk     |
| 1939 | The Four Feathers                     | Vier Federn                | Zoltan Korda     |
| 1939 | Goodbye, Mr. Chips                    | Auf Wiedersehen, Mr. Chips | Sam Wood         |
| 1939 | Ленин в 1918 году (Lenin w 1918 godu) | Lenin im Jahr 1918         | Michail Romm     |
| 1939 | La loi du nord                        | Das Gesetz des Nordens     | Jacques Feyder   |
| 1939 | Union Pacific                         | Union Pacific              | Cecil B. DeMille |
| 1939 | The Wizard of Oz                      | Der Zauberer von Oz        | Victor Fleming   |

Eine Jury bestehend aus der Israelin Lia van Leer, dem französischen Historiker Raymond Chirat, dem Deutschen Dieter Kosslick, dem Italiener Alberto Barbera und dem Tunesier Férid Boughedir wählte unter Vorsitz des französischen Autors Jean d’Ormesson nachträglich Cecil B. DeMilles Film Union Pacific als besten Film des Jahres 1939 aus, der ehrenhalber mit einer Goldenen Palme prämiert wurde.

### Ehrenpreise
Auf dem 50. Festival im Jahr 1997 wurde Ingmar Bergman mit der Palme des Palmes ausgezeichnet.
Anfang April 2011 gab die Festivalleitung bekannt, die Goldene Palme auch als Ehrenpreis zu verleihen. Seit 2011 werden während der Eröffnungszeremonie wichtige Filmemacher, deren Werk als maßgebend gilt, jedoch nie mit einer regulären Goldenen Palme prämiert wurde, mit einer „Ehrenpalme“ (französisch Palme d’honneur) bzw. „Goldenen Ehrenpalme“ (Palme d’or d’honneur), ausgezeichnet. Damit folgt das Festival dem Beispiel der Filmfestspiele von Venedig und Berlin, die seit 1970 (Leone d’Oro alla carriera) bzw. seit 1982 (Goldener Ehrenbär) einen solchen Preis ausloben. Bereits 2002, 2008 und 2009 waren Goldene Palmen ehrenhalber an die Regisseure Woody Allen, Manoel de Oliveira bzw. Clint Eastwood vergeben worden. Im Jahr 2024 wurde die Ehrenpalme mit dem japanischen Studio Ghibli erstmals an ein Künstlerkollektiv vergeben.
| Jahr       | Preisträger                                                       | Tätigkeit                                                         | Land                                                              |
| ---------- | ----------------------------------------------------------------- | ----------------------------------------------------------------- | ----------------------------------------------------------------- |
| 2011       | Bernardo Bertolucci                                               | Regisseur und Drehbuchautor                                       | Italien                                                           |
| 2012– 2014 | Preis nicht vergeben                                              | Preis nicht vergeben                                              | Preis nicht vergeben                                              |
| 2015       | Agnès Varda                                                       | Regisseurin, Drehbuchautorin, Schauspielerin                      | Frankreich                                                        |
| 2016       | Jean-Pierre Léaud                                                 | Schauspieler                                                      | Frankreich                                                        |
| 2017       | Jeffrey Katzenberg                                                | Produzent                                                         | USA                                                               |
| 2019       | Alain Delon                                                       | Schauspieler                                                      | Frankreich                                                        |
| 2020       | Filmfestspiele aufgrund der COVID-19-Pandemie nicht veranstaltet. | Filmfestspiele aufgrund der COVID-19-Pandemie nicht veranstaltet. | Filmfestspiele aufgrund der COVID-19-Pandemie nicht veranstaltet. |
| 2021       | Marco Bellocchio                                                  | Regisseur, Drehbuchautor                                          | Italien                                                           |
| 2021       | Jodie Foster                                                      | Schauspielerin, Regisseurin, Filmproduzentin                      | USA                                                               |
| 2022       | Forest Whitaker                                                   | Schauspieler, Filmproduzent und Regisseur                         | USA                                                               |
| 2022       | Tom Cruise                                                        | Schauspieler, Filmproduzent                                       | USA                                                               |
| 2023       | Michael Douglas                                                   | Schauspieler, Filmproduzent                                       | USA                                                               |
| 2023       | Harrison Ford                                                     | Schauspieler, Filmproduzent                                       | USA                                                               |
| 2024       | George Lucas                                                      | Regisseur, Drehbuchautor, Filmproduzent                           | USA                                                               |
| 2024       | Studio Ghibli                                                     | Zeichentrickfilmstudio                                            | Japan                                                             |
| 2024       | Meryl Streep                                                      | Schauspielerin                                                    | USA                                                               |
| 2025       | Robert De Niro                                                    | Schauspieler                                                      | USA                                                               |
| 2025       | Denzel Washington                                                 | Schauspieler                                                      | USA                                                               |